# Vudú de Luisiana
No debe confundirse con el vodú haitiano o/u hoodoo.

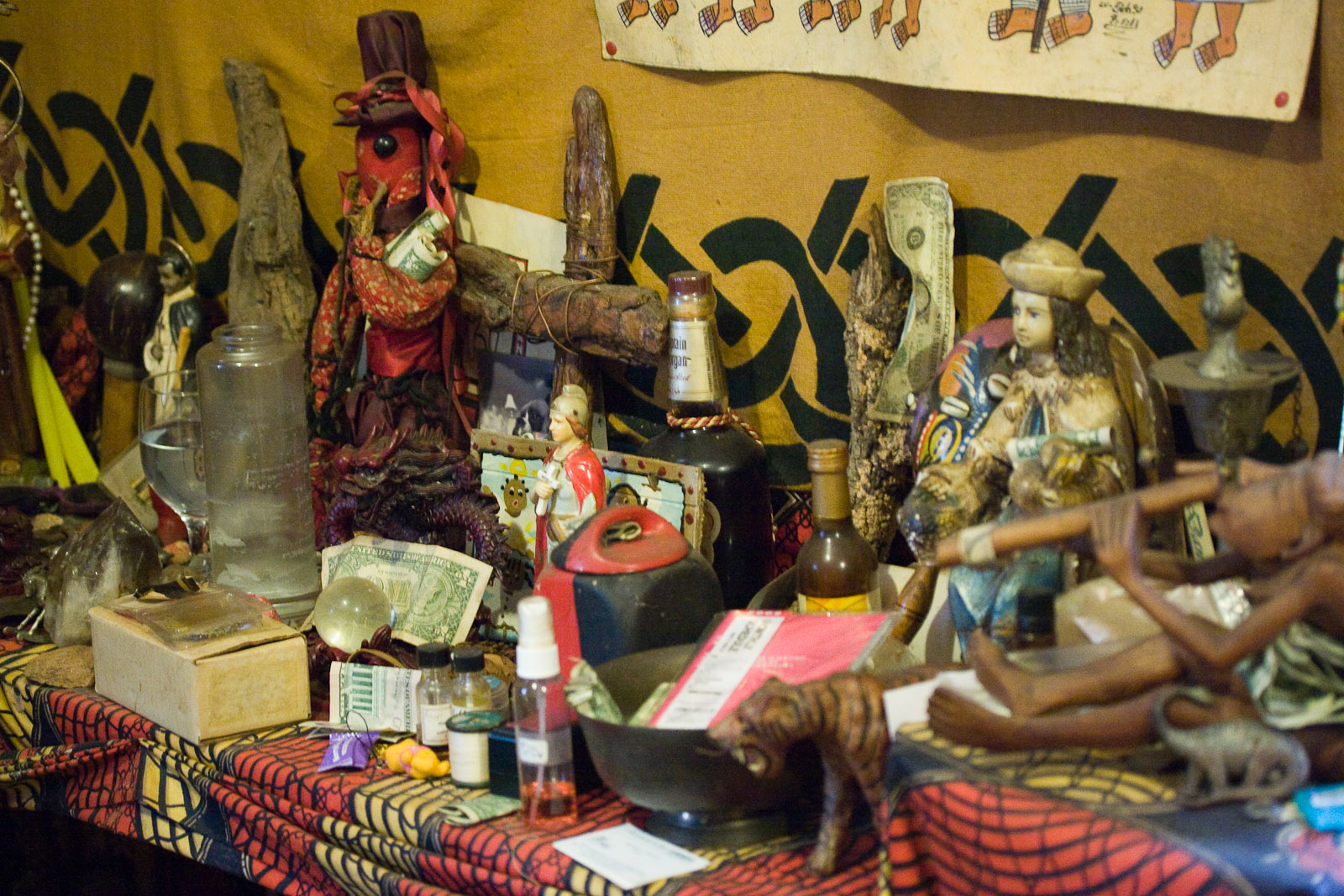
Un altar utilizado en el vudú de Luisiana, en exhibición en el Barrio Francés de Nueva Orleans

El Vudú de Luisiana (o luisianés) (en inglés: Louisiana Voodoo; en francés: Vaudou louisianais), también conocido como vudú de Nueva Orleans (o nuevo-orleanés), es una religión de la diáspora africana que se originó en Luisiana, actualmente en el sur de los Estados Unidos. Surgió a través de un proceso de sincretismo entre las religiones tradicionales del África Occidental, el catolicismo y el vudú haitiano. La religión existió entre los siglos XVIII y comienzos del siglo XX, momento para el cual ya se había extinguido efectivamente, solo para ser revivida en una forma alterada a finales del siglo XX. No hay ninguna autoridad central en control del vudú de Luisiana, que está organizado a través de grupos autónomos.
Registros históricos revelan los nombres de varias deidades que recibían culto en el vudú, entre las que destacan Blanc Dani, el Gran Zombi y Papa Lébat. Estas deidades eran veneradas en altares, donde se les hacían sacrificios. Los espíritus de los muertos también desempeñaban un rol prominente en el vudú histórico, por lo que algunos practicantes contemporáneos consideraban la religión como una forma de culto a los ancestros. Descripciones históricas sugieren que en el siglo XIX, los santos jugaban un papel destacado, pero en el contexto de su renacimiento en el siglo XX, la veneración a deidades de otras religiones de la diáspora africana se ha hecho común. La producción de amuletos, que reciben el nombre de grisgrís, es también un aspecto importante.
Desde comienzos del siglo XVIII, africanos occidentales esclavizados—la mayoría de ellos de origen Bambara y Kongo—fueron llevados a la colonia francesa de Luisiana. Allí, sus religiones tradicionales se habrían sincretizado con las creencias católicas de los franceses. Esta tendencia continuó cuando Luisiana quedó bajo control español y luego, cuando fue comprada por los Estados Unidos en 1803. A comienzos del siglo XIX, llegaron a Luisiana muchos inmigrantes huyendo de la revolución haitiana, quienes trajeron consigo el vudú haitiano, que contribuyó a la formación del vudú de Luisiana. Si bien la religión nunca estuvo prohibida, su práctica estaba restringida a través de un conjunto de leyes que regulaban cuándo y dónde podían reunirse los negros. Practicada en secreto, la religión se extendió por el río Misisipi hasta Misuri. Durante el siglo XIX, varios practicantes prominentes, como Marie Laveau o Doctor John, atrajeron una atención considerable. A comienzos del siglo XX, la práctica pública del vudú había disminuido considerablemente, si bien muchas de sus prácticas sobrevivieron en la forma de hoodoo. A partir de la década de 1960, la industria turística de Nueva Orleans empezó a usar con mayor frecuencia referencias al vudú para atraer visitantes, a la vez que se producía un renacimiento del vudú, cuyos practicantes a menudo adoptaron mucho de otras religiones de la diáspora africana, como el vudú haitiano o la santería cubana.
Si bien su origen está entre comunidades de la diáspora africana en Nueva Orleans, el vudú de Luisiana ha incluido participantes blancos al menos desde el siglo XIX, y algunos grupos contemporáneos de vudú son de hecho mayoritariamente blancos. La religión ha tenido que enfrentarse durante mucho tiempo a oposición por parte de no practicantes, que la han caracterizado como brujería o culto al diablo, y muchas representaciones sensacionalistas de la religión han aparecido en la cultura popular.

## Definiciones
Varias fuentes académicas describen el vudú de Luisiana como una religión, como lo hacen algunos de sus practicantes. Más específicamente, se le ha caracterizado como una religión criolla africana o una religión afroamericana. El vudú de Luisiana también es conocido como vudú de Nueva Orleans, y—en algunos textos más antiguos—como Vuduismo. La académica Ina J. Fandrich la describió como la «religión contracultural afrocriolla del sur de Luisiana», surgiendo a lo largo de las orillas del río Misisipi, y especialmente en la ciudad de Nueva Orleans.
Se han utilizado varias grafías diferentes para la palabra vudú, que incluyen Voudou y Vaudou. La grafía vudú se usa a veces para la práctica de Luisiana para distinguirla del vudú haitiano o vodú haitiano, como se le prefiere escribir. En algunas fuentes, sus practicantes son llamados vudús, y en otros lugares como vuduistas. Un término relacionado es el de hoodoo, que es posible haya sido en gran parte sinónimo de vudú originalmente. Con el tiempo, hoodoo llegó a describir «el tipo de sobrenaturalismo afroamericano que se encuentra a lo largo del Mississippi», implicando el uso de talismanes y hechizos que hacen poca referencia a las deidades; en este aspecto crucial se diferencia de la religión específica que es caracterizada por el término vudú.
El vudú de Luisiana es una religión reservada y sigilosa; en 1972, por ejemplo, el historiador Blake Touchstone señalaba que el vudú de Luisiana era practicado en gran medida lejos del ojo público. Entre algunos de sus practicantes contemporáneos existe la tradición de no hablar sobre el vudú con personas que no lo practican. El vudú de Luisiana no ha permanecido estático, sino que se ha adaptado y cambiado con el tiempo; en su forma original, probablemente sobrevivió solo hasta comienzos del siglo XX. Para finales del siglo XX ocurrió un renacimiento del vudú de Luisiana, creando una tradición que «se parece más» al vodú haitiano y la santería cubana que al vudú de Luisiana como era practicado en el siglo XIX según se le describe en descripciones históricas. Algunos practicantes del siglo XXI también han buscado instrucción en tradiciones del África occidental, por ejemplo, iniciándose en el vodún de África occidental.
El vudú es una tradición principalmente oral. No existe un credo formal, ni un texto sagrado específico, y no tiene una estructura o jerarquía organizada unificadora. Sus practicantes a menudo adaptan el vudú para satisfacer sus requisitos específicos, y al hacerlo lo mezclan frecuentemente con otras tradiciones religiosas. A lo largo de su historia, muchos practicantes del vudú también han practicado el catolicismo. En el siglo XXI, practicantes del vudú lo han combinado, por ejemplo, con elementos del judaísmo y la Cábala, o con el hinduismo.

## Creencias

### Deidades

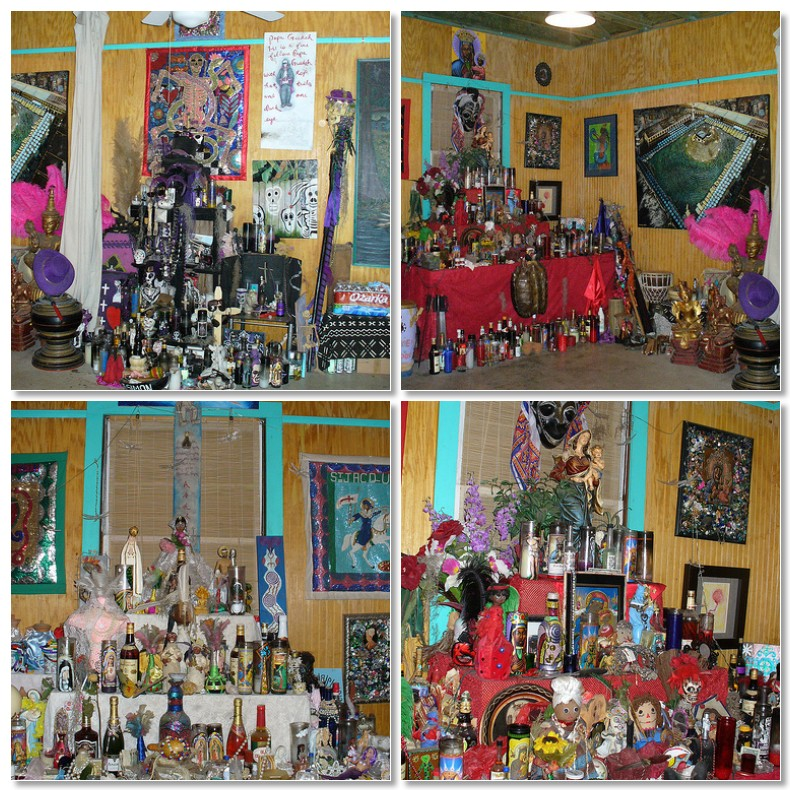
Altares construidos por la practicante de vudú Sallie Ann Glassman en el área de Bywater en Nueva Orleans

El vudú de Luisiana no tiene teología formal, si bien muestra su propia jerarquía espiritual. Escribiendo en la década de 2010, la poeta y practicante de vudú Brenda Marie Osbey describió que la creencia en «una deidad algo distante pero única» era parte de la religión, y Rory O'Neill Schmitt y Rosary Hartel O'Neill han expresado la creencia de que el vudú contemporáneo es monoteísta. Muchos practicantes del vudú no han considerado que su religión esté en conflicto intrínseco con el catolicismo que era dominante a lo largo del río Misisipi.
El vudú de Luisiana también ha incluido una variedad de deidades menores, cuyos nombres aparecen en varias fuentes del siglo XIX. Una de las principales deidades era Blanc Dani, también conocido como Monsieur Danny, Voodoo Magnian o Grandfather Rattlesnake (Abuelo Cascabel). Era representado como una serpiente y se le asociaba con la discordia y la derrota de los enemigos. Otro nombre que aparece, Dambarra Soutons, puede ser un nombre adicional para Blanc Dani. También es posible que Blanc Dani fuera equiparado en última instancia con otra deidad, conocida como el Gran Zombi, cuyo nombre significaba «Gran Dios» o «Gran Espíritu», en tanto el término Zombi deriva del término Kongo Bantú nzambi (dios). Otra deidad prominente era Papa Lébat, llamado también Liba, LaBas o Laba Limba, y que era considerado un trickster además de portero; es la única de estas deidades de Nueva Orleans que tiene un origen inequívocamente yoruba.
A Monsieur Assonquer, también conocido como Onzancaire y On Sa Tier, se le asociaba con la buena fortuna, mientras que Monsieur Agoussou o Vert Agoussou era asociado con el amor. Vériquité era un espíritu al que se le asociaba con causar la enfermedad, mientras que Monsieur d'Embarass era vinculado con la muerte. Charlo era una deidad infantil. Hay registros escritos de nombres de varias otras deidades, pero se sabe poco sobre con qué se les asociaciaba, entre ellas Jean Macouloumba, también conocido como Colomba, Maman You y Yon Sue. También había una deidad llamada Samunga, que era invocada por los practicantes en Misuri cuando recogían lodo.
El resurgimiento del vudú de finales del siglo XX ha tomado muchas de sus deidades de aquellas del vodú haitiano, donde estas divinidades se llaman lwa (o loa). Entre los lwa que son comúnmente venerados se encuentran Oshun, Ezili la Flambo, Erzuli Freda, Ogo, Mara y Legba. Estos lwa se pueden dividir en nanchon (naciones) separadas, como las de Rada y Petwo. El templo de Sallie Ann Glassman en Nueva Orleans, por ejemplo, tiene altares separados para los lwa Rada y Petwo. Cada uno de estos lwa está asociado con elementos, colores, números, alimentos o bebidas particulares. A menudo se les considera intermediarios de Dios, que en el vodú haitiano suele recibir el nombre de Le Bon Dieu.

#### Ancestros y santos
Los espíritus de los difuntos jugaron un papel destacado en el vudú de Luisiana durante el siglo XIX. La prominencia de estos espíritus de los muertos puede deberse en parte al hecho de que la población afroamericana de Nueva Orleans descendía en gran medida de congoleños esclavizados, cuyas religiones tradicionales ponían énfasis en tales espíritus. En el siglo XXI, el vudú de Luisiana ha sido caracterizado como un sistema de culto a los ancestros. La comunicación con los ancestros es una parte importante de su práctica, de forma que estos espíritus ancestrales son invocados a menudo durante las ceremonias.
A medida que los africanos llegaron a Luisiana, adoptaron el catolicismo y, por lo tanto, varias deidades de África occidental empezaron a asociarse con santos católicos específicos. Entrevistas con ancianos de Nueva Orleans realizadas durante las décadas de 1930 y 1940 sugieren que, tal como existió en las últimas tres décadas del siglo XIX, el vudú se centraba principalmente en súplicas de ayuda a los santos. Entre los más populares estaba San Antonio de Padua, figura que es también el santo patrono de los Kongo, un vínculo probable con la población de Nueva Orleans descendiente en su mayoría de tal pueblo. Rechazando la centralidad de los santos en su práctica en el siglo XXI, Osbey ha descrito a estos santos como «siervos y mensajeros de los Ancestros». Según Osbey, a diferencia del vudú haitiano y la santería cubana, los santos católicos conservaron sus identidades distintas en lugar de fusionarse o equipararse con deidades específicas de África Occidental.

### Moral, ética y roles de género
En su forma de comienzos del siglo XXI, el vudú de Luisiana enfatiza un respeto particular a las personas mayores.
Varios comentaristas han descrito al vudú de Luisiana como matriarcal a causa del papel dominante que han jugado en él las sacerdotisas. Osbey ha descrito a la religión como «totalmente dentro de la esfera de las mujeres, a quienes llamamos Madres». La feminista Tara Green definió el término «feminismo vudú» para referirse a casos en los que mujeres afroamericanas recurrieron tanto al vudú de Luisiana como a conjuros para resistir la opresión racial y de género que experimentaban. Michelle Gordon creía que el hecho de que las mujeres de color libres dominaran el vudú en el siglo XIX representaba una amenaza directa a los fundamentos ideológicos de la «supremacía blanca y el patriarcado».

## Prácticas

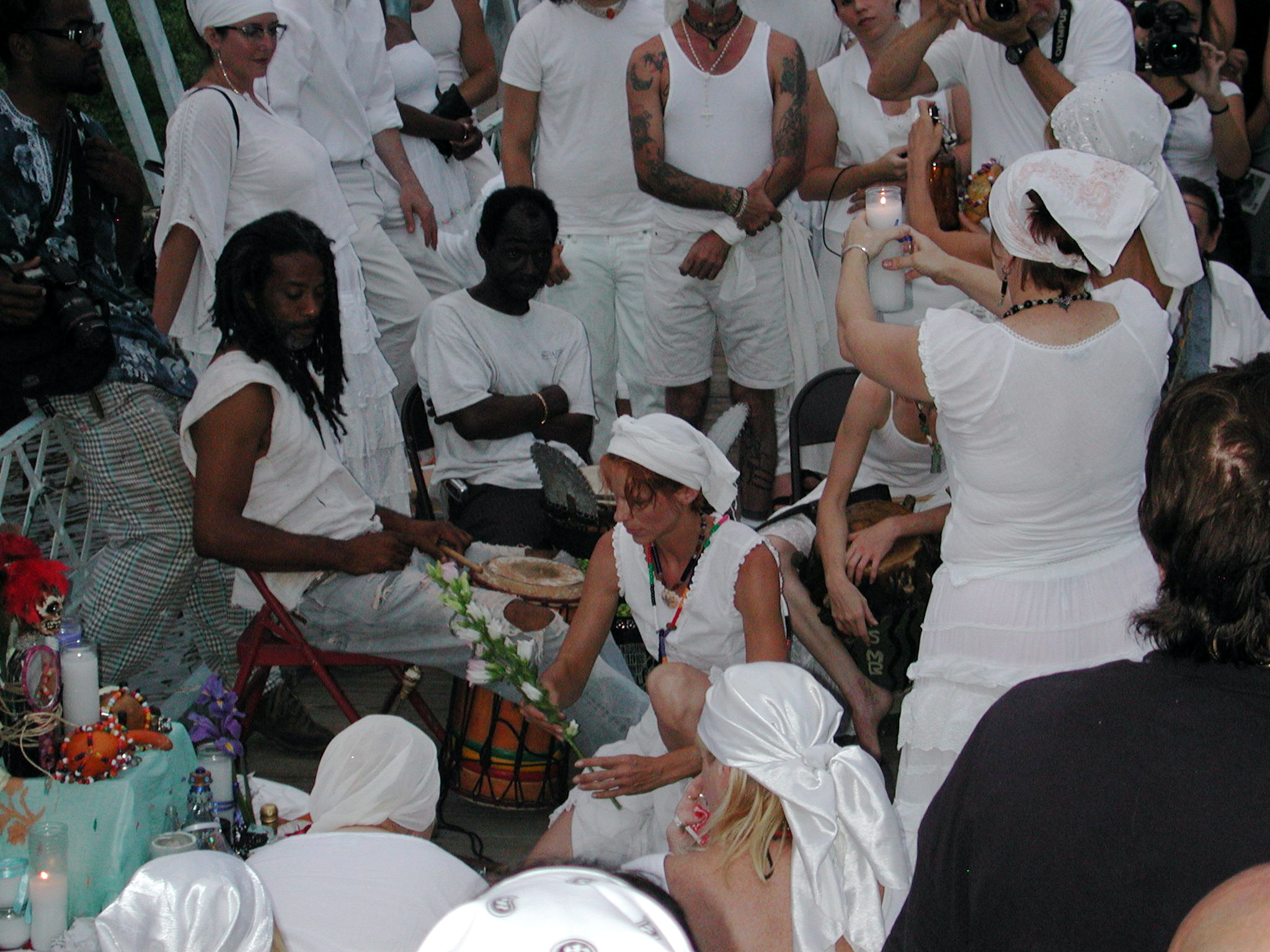
Un ritual vudú en St. John's Bayou, Nueva Orleans en la víspera de San Juan de 2007

Hay cuatro fases en un ritual vudú, todas identificables por la canción que se canta: preparación, invocación, posesión y despedida. Las canciones tienen el fin de abrir la puerta entre las deidades y el mundo humano e invitar a los espíritus a que posean a alguien. Los rituales del vudú de Luisiana se basan en tradiciones africanas que han absorbido varias influencias cristianas, en particular católicas. Como reflejo de tal influencia católica, algunas ceremonias de las que hay registro escrito han comenzado, por ejemplo, con la recitación del Credo de los Apóstoles u oraciones a la Virgen María.
Se ha afirmado que la víspera de San Juan (23 de junio) tiene un significado particular en el vudú de Luisiana, y grandes celebraciones se hicieron en tal fecha en las orillas del lago Pontchartrain durante el siglo XIX. Algunas congregaciones de vudú del siglo XXI continúan celebrando la víspera de San Juan; otros practicantes, como Osbey, rechazan la idea de que la víspera de San Juan sea importante en el vudú de Luisiana. Varios practicantes contemporáneos celebran el Día de Todos los Santos (1 de noviembre) que, siguiendo al vudú haitiano, vinculan con los loa Gede.
En el siglo XXI, varios grupos de vudú usan ropas blancas para sus ceremonias. Influenciados por el vudú haitiano, los congregados pueden bailar alrededor de un poste central, el poto mitan. Se pueden sacar banderas estampadas, denominadas drapos, mientras se cantan canciones en criollo haitiano. También se pueden hacer dibujos, llamados vèvè, en el suelo para invocar a los espíritus. Se brindan ofrendas a los espíritus. Los ritos vudú contemporáneos a menudo implican invocar a los espíritus para que entren en el cuerpo de un practicante, a través del cual pueden curar o conferir bendiciones. La persona poseída será llamado el «caballo».
En ocasiones, practicantes han realizado rituales para tratar problemas específicos. Por ejemplo, en agosto de 1995, practicantes de vudú hicieron un ritual en el área de Bywater de Nueva Orleans para tratar de disminuir el abuso de crack, los robos, la prostitución y las agresiones, mientras que en 2001 la sacerdotisa vudú Ava Kay Jones realizó un rito para ahuyentar espíritus nocivos del equipo de fútbol americano de los New Orleans Saints con la esperanza de mejorar su rendimiento.

### Altares y ofrendas

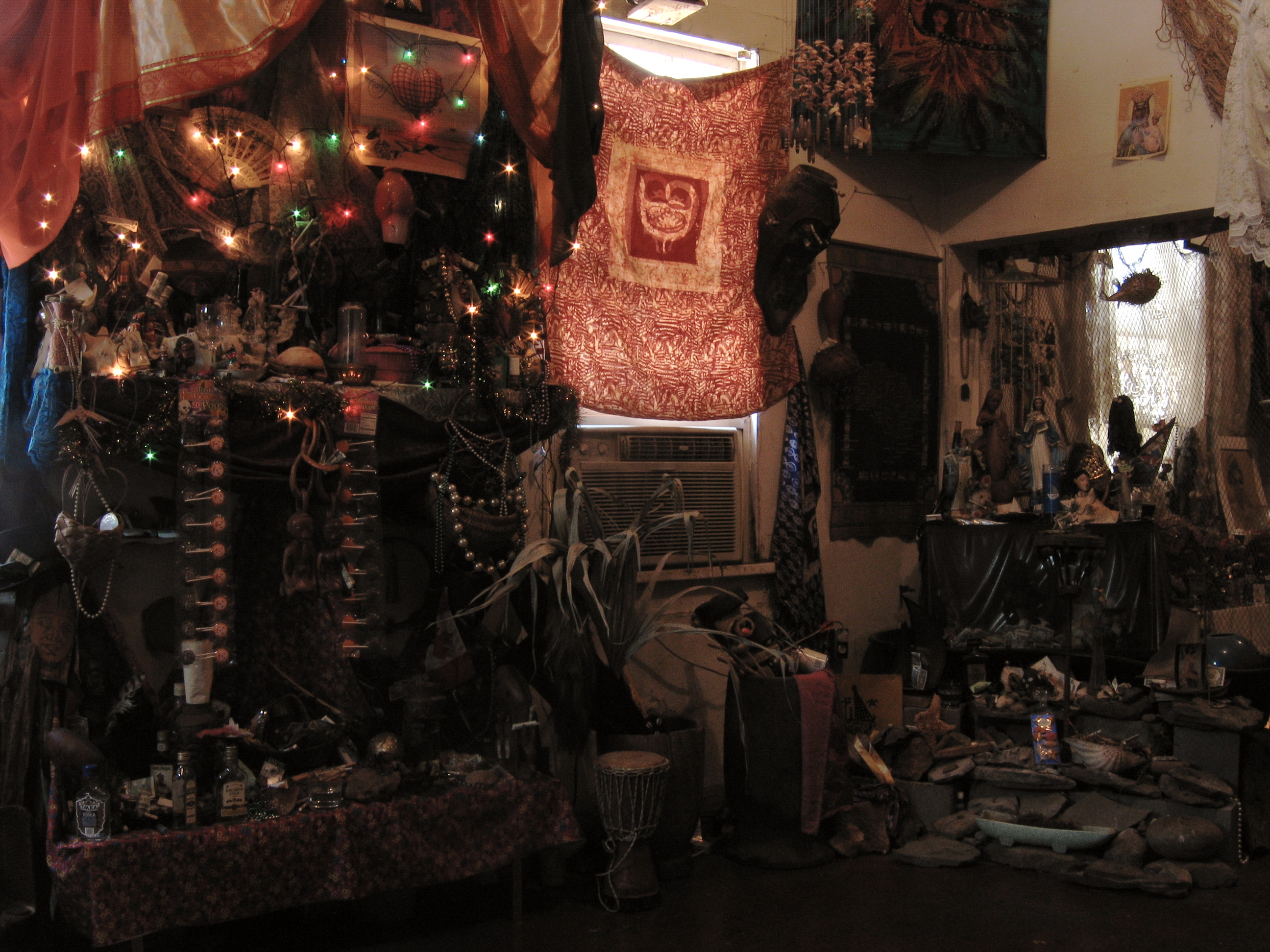
El interior del Templo Espiritual Vudú en Nueva Orleans, fotografiado en 2005

Registros históricos describen los altares creados por la famosa sacerdotisa vudú del siglo XIX Marie Laveau en su casa; Long señaló que tales descripciones son similares a las de los altares utilizados en el vudú haitiano.
Muchos practicantes contemporáneos tienen sus propios altares personales, ubicados a menudo en cocinas o en salas. Se cree que estos altares facilitan la comunicación con los ancestros, ofreciéndoles comida y bebida a los ancestros allí.
El sacrificio fue un elemento recurrente del vudú de Luisiana tal como era practicado históricamente, y sigue siéndolo en el vudú haitiano. Algunos practicantes del vudú de Luisiana del siglo XXI sacrifican animales en sus ritos, y luego cocinan y comen el cadáver. No obstante, no es una práctica universal en el vudú de Luisiana; el grupo de Glassman prohíbe el sacrificio de animales en sus ritos. Si bien hay pocas pruebas de que se llevaran a cabo sacrificios humanos en el vudú de Luisiana, rumores persistentes afirmaban que niños blancos estaban siendo secuestrados y sacrificados en algunos de sus ritos.
También es posible que se dejen fuera platos de comida, rodeados por un círculo de monedas. Se pueden verter libaciones.
Laveau solía celebrar servicios semanales, que eran llamados parterres. La música es con frecuencia una parte de los rituales del vudú de Luisiana.
Muchos rituales vudú históricos implicaban la presencia de una serpiente; por ejemplo, Marie Laveau era descrita como conversando con una serpiente durante sus ceremonias. Esta práctica en gran medida se extinguió a fines del siglo XIX, si bien algunos revivalistas del vudú han incorporado danzas con serpientes en sus prácticas. En el siglo XXI, el Templo espiritual vudú de Nueva Orleans ha tenido su propia «serpiente de templo».

### Grisgrís y curación
Amuletos, creados con el objeto de causar daño o ayudar, reciben el nombre de grisgrís. Un amuleto común para la protección o la suerte consistía en un material envuelto en franela roja y usado alrededor del cuello.
Touchstone creía que el grisgrís que causaba daño real lo hacía a través del poder de la sugestión o por el hecho de que contenía venenos a los que la víctima estaba expuesta. Un ejemplo de una maldición vudú era colocar un objeto dentro de la almohada de la víctima. Otro consistía en colocar un ataúd (a veces un modelo pequeño, a veces mucho más grande) inscrito con el nombre de la víctima en la puerta de su casa. En otros casos, los practicantes de vudú buscaban embrujar a otros colocando cruces negras, sal o mezclas de mostaza, lagartijas, huesos, aceite y polvo de tumba en el umbral de la puerta de una víctima. Para contrarrestar estos maleficios, algunos limpiaban los umbrales de su puerta o lo rociaban con polvo de ladrillo. A pesar de su nombre, la idea del «muñeco vudú» tiene poco que ver con el vudú de Luisiana o el vudú haitiano y deriva de hecho de la tradición europea de los monigotes. Es posible que el acto de insertar alfileres en un muñeco con forma humana para causar daño haya sido vinculado erróneamente con tradiciones derivadas de África debido a un mal entendimiento de las nkisi nkondi (estatuillas místicas) de la religión Bakongo.
La curación juega un papel prominente en el vudú de Luisiana del siglo XXI. Existen varias tiendas, llamadas «botánicas», en Nueva Orleans que venden hierbas y otros materiales para ser usados en estas preparaciones.
Glassman ha creado su propio Tarot de Vudú de New Orleans, un juego de cartas del tarot para usarse en la adivinación.

## Historia

### Luisiana francesa y española
Mucho misterio rodea los orígenes del vudú de Luisiana, y su historia es a menudo adornada con leyendas. Los colonos franceses llegaron a Luisiana en 1699, y en 1719 llegaron a la colonia los primeros africanos esclavizados. En 1763, el Imperio español tomó control de la colonia y se mantuvo en el poder hasta 1803. Las religiones de los esclavos provenientes de África Occidental combinadas con elementos del catolicismo popular practicado por los colonos franceses y españoles dominantes son la fuente del vudú de Luisiana. Bajo los gobiernos coloniales francés y español, el vudú no sufrió una fuerte persecución; no hay registros escritos de que la Iglesia Católica haya lanzado «campañas contra la superstición» contra la religión vudú en Luisiana.
Todos los grupos de esclavos de África Occidental contribuyeron al desarrollo del vudú de Luisiana. Su conocimiento de hierbas, venenos y la creación ritual de amuletos, con la intención de protegerse uno mismo o de dañar a otros, se convirtieron en elementos centrales del vudú de Luisiana. Durante el período colonial francés, un 80 por ciento de los esclavos africanos traídos a Luisiana provenían del pueblo bambara de la cuenca del río Senegal. Del 20 por ciento restante, la mayoría eran congoleños, con unos pocos de Dahomey. Una vez que los españoles tomaron el control, se trajo un número cada vez mayor de esclavos del Congo, asegurando una «kongolización de la comunidad afroamericana de Nueva Orleans».
La comunidad esclavizada rápidamente superó en número a los colonos europeos blancos que habían emigrado allí. La colonia francesa no era una sociedad estable al momento en que llegaron esclavos africanos subsaharianos, y fueron estos recién llegados quienes dominaban la comunidad de esclavos. Según un censo de 1731-1732, la proporción de africanos subsaharianos esclavizados por colonos europeos era de más de dos a uno. Un número relativamente pequeño de colonos eran plantadores y esclavistas, dueños de plantaciones de azúcar, que requerían una gran mano de obra. En tanto los africanos se mantuvieron en grandes grupos relativamente aislados de interacción con los blancos, su preservación de las prácticas y la cultura indígenas africanas fue permitida. En el norte de Luisiana y otras colonias europeas del sur de Estados Unidos, las familias de esclavos solían ser divididas; un gran número de esclavos africanos que alguna vez estuvieron estrechamente relacionados por vínculos familiares o comunitarios fueron enviados a diferentes plantaciones. No obstante, en el sur de Luisiana, las familias, las culturas y los idiomas se mantuvieron más intactos que en el norte, lo que permitió que las tradiciones culturales, lenguas y prácticas religiosas de los esclavos continuaran allí.
Bajo el código francés y la influencia del catolicismo, los funcionarios reconocían nominalmente a los grupos familiares, prohibiendo la venta de niños esclavos lejos de sus familias si eran menores de catorce años. Promovieron la leyenda de wake tuko sobre la población esclavizada. La alta mortalidad durante la trata de esclavos unió a los sobrevivientes con un sentido de solidaridad e iniciación. La ausencia de fragmentación en la comunidad esclavizada, junto con el sistema de parentesco producido por el vínculo creado por las dificultades de la esclavitud, resultó en una «comunidad esclavizada coherente, funcional, bien integrada, autónoma y segura de sí misma».
La práctica de hacer y llevar amuletos y amuletos para la protección y la curación o para dañar a otros fue un aspecto central del vudú temprano de Luisiana. El Ouanga, un amuleto utilizado para envenenar a un enemigo, contenía las raíces tóxicas del árbol figuier maudit, traído de África y preservado en Luisiana. La raíz molida era combinada con otros elementos, como huesos, clavos, raíces, agua bendita, velas sagradas, incienso sagrado, hostias o crucifijos. El administrador del ritual con frecuencia evocaba la protección de Jehová o Jesucristo. Esta apertura de las creencias africanas permitió la adopción de prácticas católicas en el vudú de Luisiana.
Otro elemento traído de África Occidental fue el culto a los ancestros y el subsiguiente énfasis en el respeto por los mayores. Por esta razón, la tasa de supervivencia entre ancianos esclavizados fue alta, lo que «africanizó aún más la cultura criolla de Luisiana». Registros escritos de las prácticas religiosas tradicionales africanas que se practican en Luisiana se remontan a la década de 1730, cuando Antoine-Simon Le Page du Pratz escribió sobre el uso de los grisgrís.

### La compra de Luisiana y la influencia haitiana
En 1803, los Estados Unidos se hicieron con el control de Luisiana por medio de la llamada Compra de Luisiana. Esto ocurrió de manera más o menos contemporánea con la revolución haitiana, en la cual poblaciones afrodescendientes de la colonia francesa caribeña de Saint-Domingue derrocaron al gobierno colonial francés y establecieron la república independiente de Haití. Muchas de las personas que huyeron de la guerra revolucionaria llegaron a Luisiana, trayendo consigo el vudú haitiano, religión derivada de un sincretismo entre religiones tradicionales Fon y Yoruba y el catolicismo. La migración fue sustancial, y tan solo en 1809, llegaron 10.000 personas provenientes de Saint-Domingue, lo que duplicó la población de Nueva Orleans. Tales inmigrantes convirtieron a su religión a varios negros nativos de Luisiana, fusionando sus prácticas con las tradiciones religiosas de origen africano que ya estaban presentes en Luisiana, contribuyendo así a la formación del vudú de Luisiana.
Según la leyenda, el primer lugar de reunión de practicantes del vudú en Nueva Orleans ocurrió en una fábrica de ladrillos abandonada en la calle Dumaine. Las reuniones allí celebradas enfrentaron interrupciones de manos de la policía, por lo que las reuniones futuras se llevaron a cabo principalmente en el Bayou St. John y a lo largo de las orillas del lago Pontchartrain. Probablemente, la religión atrajo a miembros de la diáspora africana, esclavizados o libres, que carecían de derechos a retribución por los malos tratos que recibían por otros medios. El vudú probablemente se extendió desde Luisiana y hacia comunidades afroamericanas a lo largo de todo el valle del río Misisipi, en tanto se han encontrado referencias escritas del siglo XIX a rituales vudú tanto en San Luis como en St. Joseph en Misuri.
El vudú nunca estuvo prohibido explícitamente en Luisiana. Con todo, en medio de los temores del establecimiento de que el vudú podría usarse para animar una rebelión entre los esclavos, en 1817 el Municipio emitió una ordenanza prohibiendo a los esclavos bailar en días que no fueran los domingos y en lugares distintos a los designados específicamente para tal propósito. La principal ubicación permitida era Congo Square en Nueva Orleans. No obstante, rituales de danza vudú siguieron haciéndose de manera clandestina en otros lugares. A comienzos del siglo XIX, artículos periodísticos empezaron a denunciar la religión. En agosto de 1850, unas cincuenta mujeres, varias de las cuales eran blancas, fueron arrestadas en una ceremonia de danza vudú y fueron posteriormente multadas. En 1855, una turba intentó atrapar a una practicante, Elizabeth Sutherland, a quien acusaban de hacer embrujos a varias personas; la policía local le dio asilo en la estación.
Durante la guerra civil estadounidense, el Ejército de la Unión ocupó Nueva Orleans y trató de suprimir el vudú. En 1863, cuarenta mujeres fueron arrestadas en una ceremonia de danza vudú en la calle Marais. La represión contra el vudú se intensificó tras la Guerra Civil; a partir de la década de 1870, escritores blancos empezaron a mostrar una mayor preocupación de que los rituales vudú estuvieran facilitando interacciones entre hombres negros y mujeres blancas. Se apreciaron en esa década masivas reuniones en el lago Pontchartrain en la víspera de San Juan, incluyendo muchos espectadores y reporteros; tales congregaciones disminuyeron después de 1876. En las décadas de 1880 y 1890, las autoridades de Nueva Orleans volvieron a tomar medidas drásticas contra el vudú. El vudú era usado como evidencia para reforzar la afirmación por parte de las élites blancas de que los africanos eran inferiores a los europeos y, así, reforzar su creencia en la necesidad de una segregación racial legalizada.
Varios practicantes abrieron tiendas en las que se vendía parafernalia del vudú y amuletos, así como a empezaron a explotar las oportunidades comerciales que brindaba la religión organizando ceremonias y cobrando entradas.

#### Figuras destacadas
Mujeres de color libres dominaban el liderazgo del vudú en Nueva Orleans durante el siglo XIX. Se ganaban la vida vendiendo y administrando amuletos o talismanes grisgrís, y poderes mágicos, así como hechizos y talismanes que garantizaban «curar dolencias, conceder deseos y confundir o destruir a los enemigos». Como fue el caso en otras comunidades coloniales francesas, se desarrolló una clase de personas de color libres a quienes se les otorgaban derechos específicos y, en Nueva Orleans, compraban propiedades y educación. Las mujeres de color libres tuvieron una influencia relativamente alta, en particular aquellas que eran líderes espirituales.
Entre las quince «reinas del vudú» en los barrios dispersos alrededor de la Nueva Orleans del siglo XIX, Marie Laveau fue conocida como «la Reina del vudú», la más eminente y poderosa de todas. Su rito religioso a orillas del lago Pontchartrain en la víspera de San Juan en 1874 atrajo alrededor de 12.000 habitantes de Nueva Orleans blancos y negros. Si bien su ayuda no pareció haber sido discriminatoria, es posible que haya favorecido a sirvientes esclavizados: sus «clientes más influyentes y ricos ... esclavos fugitivos ... atribuían sus exitosas fugas a los poderosos talismanes de Laveau». Tanto su madre como su abuela habían practicado el vudú; fue también bautizada católica y asistió a la misa durante toda su vida.
Laveau trabajaba como peluquera, pero también ayudaba a otros a preparar de remedios herbales y talismanes. Murió en 1881. Su influencia continúa en la ciudad. En el siglo XXI, su tumba en el cementerio más antiguo de la ciudad es una gran atracción turística; creyentes del vudú llevan ofrendas allí y le rezan a su espíritu. Al otro lado de la calle del cementerio donde Laveau está enterrada, se ponen ofrendas de bizcocho a los pies de la estatua de San Expedito, de las que se cree agilizan los favores pedidos a la reina del vudú. San Expedito representa el espíritu parado entre la vida y la muerte. La capilla donde se encuentra la estatua era usada alguna vez solo para funerales. Marie Laveau sigue siendo una figura central en el vudú de Luisiana y en la cultura de Nueva Orleans. Apostadores gritan su nombre cuando lanzan los dados, y se cuentan múltiples historias de apariciones de la Reina Vudú.
Otro de los practicantes más prominentes de mediados del siglo XIX fue Jean Montanée o «Doctor John», un negro libre que vendía curas y otros objetos a varios clientes, amasando fondos suficientes para comprar varios esclavos. Afirmaba que era un príncipe de Senegal que había sido llevado a Cuba y liberado allí antes de llegar a Luisiana.

### SiglosXXyXXI
Para comienzos del siglo XX, no quedaban ya practicantes del vudú públicamente prominentes y activos en Nueva Orleans. De acuerdo con la historiadora Carolyn Morrow Long, «el vudú, como religión organizada, había sido completamente reprimido por el sistema legal, la opinión pública y el cristianismo». A finales de la década de 1930 y comienzos de la de 1940, tuvieron lugar los primeros intentos serios de documentar la historia del vudú. Como parte de la Works Progress Administration del gobierno, el Proyecto de Escritores de Luisiana financió a trabajadores de campo para que entrevistaran a setenta ancianos negros de Nueva Orleans sobre sus experiencias del vudú tal y como había existido entre las décadas de 1870 y 1890; muchos de estos narraron historias sobre Marie Laveau. El material de estas entrevistas se utilizó parcialmente como la base de Voodoo in New Orleans del periodista Robert Tallant, publicado por primera vez en 1946. El libro se vio víctima de una cobertura sensacionalista aunque llegó a ser considerado como la obra preeminente sobre el tema a lo largo del siglo.
Si bien el vudú como una religión comunal dedicada al culto de deidades y ancestros declinó, muchas de sus prácticas diseñadas para controlar o influir en eventos y personas siguieron practicándose, a menudo recibiendo el nombre de hoodoo. En Nueva Orleans, el hoodoo mostró mayores influencias católicas en comparación con prácticas populares afroamericanas similares en otros lugares de los estados sureñoa. Especialistas en hoodoo, conocidos como «doctores» o «trabajadores», a menudo trabajaban fuera de sus casas o tiendas vendiendo grisgrís, polvos, aceites, perfumes e incienso a sus clientes. Tales prácticas afectaron a la élite anglo-protestante, y se introdujeron regulaciones para restringir varias prácticas de curación y adivinación en la ciudad, lo que resultó en que muchos practicantes del hoodoo fueran condenados y multados o encarcelados en la primera mitad del siglo XX.
El movimiento por los derechos civiles en los Estados Unidos de las décadas de 1950 y 1960 marcó un nuevo período en el que la industria turística de Nueva Orleans reconoció cada vez más a la cultura afroamericana como aspecto integral del patrimonio de la ciudad. A partir de la década de 1960, la industria turística de la ciudad hizo referencia cada vez más al vudú de Luisiana como un medio de atraer turistas. En 1972, Charles Gandolfo creó el Museo Histórico del Vudú de Nueva Orleans orientado al turismo. En el Barrio Francés de Nueva Orleans, así como a través de catálogos de pedidos por correo y posteriormente por Internet, se empezó a vender parafernalia que, según afirman, estaba asociada con el vudú. Varias empresas también comenzaron a ofrecer recorridos a pie por la ciudad señalando lugares supuestamente destacados en la historia del vudú y, en algunos casos, organizando rituales vudú para espectadores que pagaran por ellos. Una empresa, Voodoo Authentica, empezó a organizar un festival anual, Voodoofest, en Congo Square cada Halloween, incluyendo varios puestos que venden comida y parafernalia vudú, así como ceremonias públicas de vudú.
En la última parte del siglo XX, el vudú experimentó un resurgimiento en Nueva Orleans, fenómeno que refleja la supervivencia de algunas prácticas tempranas, junto con algunas importaciones de otras tradiciones de la diáspora africana y algunas aproximaciones deliberadamente revivalistas. Surgieron varios grupos: En 1990, la afroamericana Miriam Chamani fundó el Templo Espiritual Vudú en el Barrio Francés, venerando deidades del vudú haitiano y la santería cubana. Una iniciada ucraniana-judía estadounidense del vudú haitiano, Sallie Ann Glassman, creó otro grupo, La Source Ancienne, en el barrio de Bywater; también operaba la tienda Island of Salvation Botanica. La más prominente públicamente de los nuevos practicantes del vudú fue Ava Kay Jones, una criolla de Luisiana que había sido iniciada tanto en el vudú haitiano como en el orisha-vodú, una práctica estadounidense derivada de la santería. Long creía que estos grupos reflejaban un «reavivamiento del vudú» en lugar de una continuación directa de las tradiciones de los siglos XVIII y XIX; señaló que este nuevo vudú típicamente se parecía más al vudú haitiano o la santería que al vudú de Luisiana del siglo XIX. Tales grupos buscaban promover su comprensión de su propia religión a través de sitios web, boletines y talleres.

## Demografía

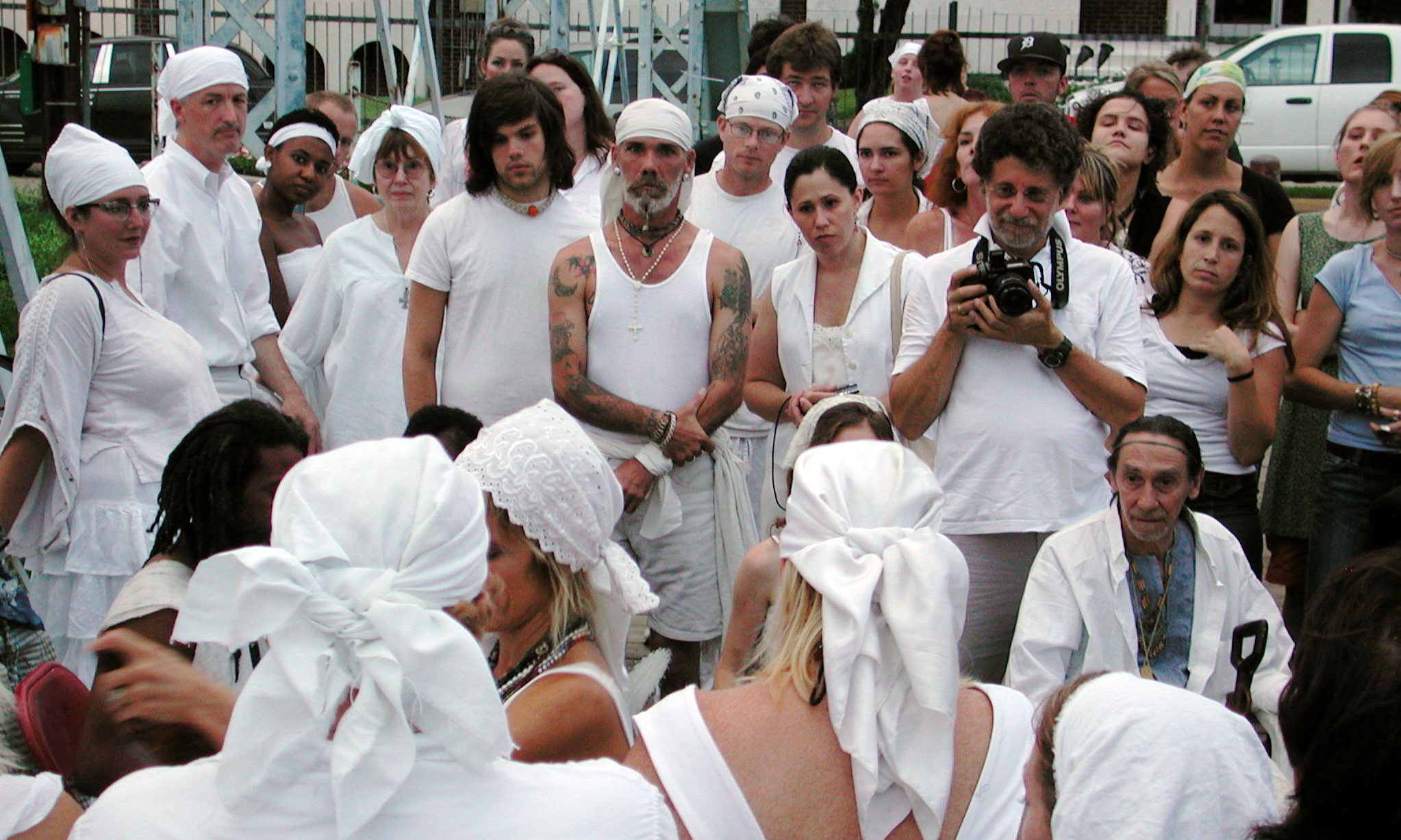
Un grupo de practicantes de vudú reunidos en el puente giratorio de Bayou St. John en la víspera de San Juan de 2007

Algunos practicantes nacen en familias que ya practican el vudú de Luisiana, mientras que otros llegan a la religión por su cuenta. En 1873, el Daily Picayune estimaba que había alrededor de 300 practicantes dedicados del vudú en Nueva Orleans, con unos mil seguidores menos estrictos. En 2014, Newsweek reportó una afirmación—atribuida a «lugareños»—respecto a que había entre 2,500 y 3,000 practicantes en Nueva Orleans a comienzos del siglo XXI, pero que tras el paso del huracán Katrina y la subsiguiente dispersión de gran parte de la población de la ciudad, tal número se redujo a menos de 300.
Personas blancas se han involucrado en el vudú de Luisiana desde sus primeros años; narraciones orales registradas en las décadas de 1930 y 1940 sugieren que muchos de los seguidores y clientes de Marie Laveau habían sido blancos. Tallant afirmó que, a partir de la década de 1940, alrededor de un tercio de los practicantes de la religión eran blancos. Tallant también creía que alrededor del 80 por ciento de los practicantes eran mujeres.
Long señaló que el «reavivamiento del vudú» de finales del siglo XX ha atraído a muchos estadounidenses «educados» y de clase media, tanto negros como blancos. Se ha afirmado que el grupo de Glassman tiene una membresía mayoritariamente blanca. En un artículo de 1995 para The New York Times, Rick Bragg señaló que muchos practicantes contemporáneos eran «personas blancas — con piercings en la nariz y la lengua, intelectuales de mediana edad y hombres con colas de caballo de un pie de largo — que disfrutan de los aspectos culturales y de percusión de la religión». Osbey opinaba que este reavivamiento era atractivo, especialmente para los «blancos más o menos jóvenes», porque creían que les ofrecía «algo a la vez prohibido, mágico y cautivador en su atractivo dramático»; en su opinión, no eran verdaderos practicantes del vudú de Luisiana porque no descienden de los espíritus ancestrales que la religión venera.

## Recepción

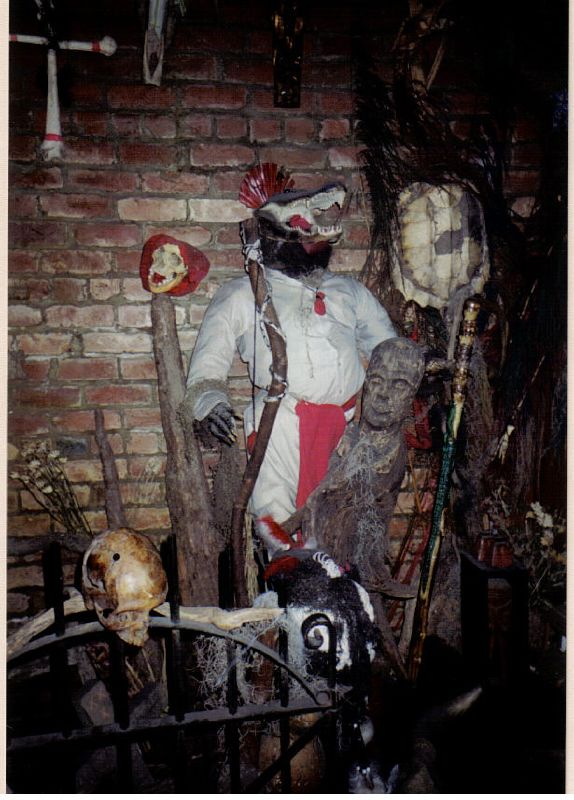
Una exhibición dentro del Museo Voodoo en el Barrio Francés de Nueva Orleans, fotografiada en 1991

Como es el caso con la ciudad de Nueva Orleans misma, el vudú de Luisiana ha evocado durante mucho tiempo tanto «fascinación como desaprobación» en la cultura estadounidense dominada por anglosajones. El vudú de Luisiana ha adquirido connotaciones negativas en la sociedad estadounidense en general, siendo vinculado a la brujería y los maleficios. Grupos protestantes, incluyendo aquellos presentes entre la población negra de Nueva Orleans, han denunciado el vudú como un culto al diablo. Durante el siglo XIX, muchos angloprotestantes llegados a Nueva Orleans también consideraron al vudú como una amenaza para la seguridad pública y la moralidad. Escritores blancos de finales del siglo XIX a menudo expresaron sus preocupaciones por las oportunidades de mezcla racial que brindaban las ceremonias vudú, en particular la presencia de mujeres blancas cerca de hombres negros. Para finales del siglo XX, ganaba cada vez más reconocimiento como una religión legítima de la diáspora africana.
Representaciones sensacionalistas del vudú han aparecido en una variedad de películas y novelas populares. La película Angel Heart de 1987 asociaba al vudú de Luisiana con el satanismo; la película de 2004 The Skeleton Key evocó muchos estereotipos más antiguos, si bien hizo mayor referencia a las prácticas reales del vudú de Luisiana. La película de Disney de 2009 La princesa y la rana, ambientada en Nueva Orleans, mostraba al personaje de Mama Odie como practicante de vudú. Personajes que practican el vudú de Luisiana también se han agregado a la serie de televisión estadounidense de 2013 American Horror Story: Coven, en la que se les describe como un aquelarre de brujas activo desde el siglo XVII.
El vudú también ha influido en la música popular, como se aprecia en canciones como «Voodoo Chile» de Jimi Hendrix o «Voodoo Thing» de Colin James. El cantante de Nueva Orleans Mac Rebennack adopó el nombre artístico de Dr. John en honor al practicante de vudú del siglo XIX e hizo un uso intensivo de la terminología y la estética del vudú en su música; su primer álbum, lanzado en 1968, se tituló Gris-Gris.
Elementos del vudú se han incorporado a las iglesias espirituales negras cuyas enseñanzas se inspiran en el catolicismo, el espiritismo y el pentecostalismo.

### Citas
1. ↑  Osbey, 2011, p. 5.
2. 1 2 3  Anderson, 2008, p. x.
3. ↑  Anderson, 2008, p. 1.
4. 1 2  Tallant, 1983, p. 18.
5. ↑  Fandrich, 2007, p. 779.
6. 1 2  Touchstone, 1972, p. 373.
7. 1 2  O'Neill Schmitt y Hartel O'Neill, 2019, p. 62.
8. 1 2  Anderson, 2008, p. xi.
9. 1 2 3 4  Tallant, 1983, p. 16.
10. ↑  Touchstone, 1972, p. 386.
11. ↑  Osbey, 2011, p. 6.
12. 1 2 3  Anderson, 2008, p. 14.
13. 1 2 3 4 5 6  Long, 2002, p. 96.
14. ↑  O'Neill Schmitt y Hartel O'Neill, 2019, p. 104.
15. 1 2  Crockett, 2018, p. 154.
16. ↑  O'Neill Schmitt y Hartel O'Neill, 2019, p. 59.
17. ↑  O'Neill Schmitt y Hartel O'Neill, 2019, p. 29.
18. 1 2 3 4  O'Neill Schmitt y Hartel O'Neill, 2019, p. 17.
19. ↑  O'Neill Schmitt y Hartel O'Neill, 2019, p. 103.
20. 1 2 3  Osbey, 2011, p. 8.
21. 1 2  O'Neill Schmitt y Hartel O'Neill, 2019, p. 13.
22. 1 2 3 4 5 6 7 8 9 10  Anderson, 2008, p. 15.
23. 1 2 3 4 5 6 7  Fandrich, 2007, p. 786.
24. ↑  Fandrich, 2007, p. 787.
25. ↑  O'Neill Schmitt y Hartel O'Neill, 2019, pp. 14-15.
26. ↑  O'Neill Schmitt y Hartel O'Neill, 2019, p. 22.
27. ↑  O'Neill Schmitt y Hartel O'Neill, 2019, p. 14.
28. 1 2  O'Neill Schmitt y Hartel O'Neill, 2019, p. 65.
29. ↑  O'Neill Schmitt y Hartel O'Neill, 2019, p. 16.
30. ↑  O'Neill Schmitt y Hartel O'Neill, 2019, p. 44.
31. 1 2 3 4  Long, 2002, p. 91.
32. ↑  Fandrich, 2007, pp. 786-787.
33. ↑  O'Neill Schmitt y Hartel O'Neill, 2019, p. 49.
34. ↑  Osbey, 2011, p. 4.
35. ↑  Green, 2012, p. 283.
36. 1 2  Gordon, 2012, p. 772.
37. ↑  Mulira, Jessie Gaston. "The Case of Voodoo in New Orleans," in Holloway, Joseph E. ed. Africanisms in American Culture, 34–68. 1st ed. Bloomington, Indiana: Indiana University Press, 1990.
38. 1 2  Tallant, 1983, p. 29.
39. ↑  Tallant, 1983, p. 17.
40. ↑  O'Neill Schmitt y Hartel O'Neill, 2019, p. 99.
41. ↑  Osbey, 2011, pp. 4-5.
42. ↑  O'Neill Schmitt y Hartel O'Neill, 2019, p. 93.
43. ↑  O'Neill Schmitt y Hartel O'Neill, 2019, p. 23.
44. 1 2  O'Neill Schmitt y Hartel O'Neill, 2019, p. 24.
45. ↑  O'Neill Schmitt y Hartel O'Neill, 2019, p. 25.
46. 1 2  O'Neill Schmitt y Hartel O'Neill, 2019, p. 26.
47. ↑  O'Neill Schmitt y Hartel O'Neill, 2019, p. 141.
48. 1 2  Bragg, 1995.
49. ↑  O'Neill Schmitt y Hartel O'Neill, 2019, p. 60.
50. ↑  O'Neill Schmitt y Hartel O'Neill, 2019, pp. 130, 145.
51. ↑  O'Neill Schmitt y Hartel O'Neill, 2019, p. 133.
52. ↑  O'Neill Schmitt y Hartel O'Neill, 2019, p. 142.
53. 1 2 3  O'Neill Schmitt y Hartel O'Neill, 2019, p. 34.
54. 1 2  Fandrich, 2007, p. 778.
55. ↑  Tallant, 1983, p. 15.
56. ↑  Tallant, 1983, pp. 22-23.
57. ↑  O'Neill Schmitt y Hartel O'Neill, 2019, p. 106.
58. ↑  O'Neill Schmitt y Hartel O'Neill, 2019, p. 30.
59. ↑  O'Neill Schmitt y Hartel O'Neill, 2019, pp. 43, 118.
60. ↑  O'Neill Schmitt y Hartel O'Neill, 2019, pp. 33-34.
61. ↑  O'Neill Schmitt y Hartel O'Neill, 2019, p. 118.
62. 1 2 3 4  Touchstone, 1972, p. 384.
63. ↑  Touchstone, 1972, p. 383.
64. ↑  Touchstone, 1972, pp. 383-384.
65. ↑  Armitage, 2015, pp. 85-86.
66. ↑  Armitage, 2015, pp. 98-99.
67. ↑  O'Neill Schmitt y Hartel O'Neill, 2019, pp. 114-115.
68. ↑  O'Neill Schmitt y Hartel O'Neill, 2019, p. 20.
69. ↑  O'Neill Schmitt y Hartel O'Neill, 2019, p. 119.
70. ↑  Touchstone, 1972, p. 372.
71. 1 2  Long, 2002, p. 87.
72. ↑  Hall, Gwendolyn Midlo (1995). Africans in Colonial Louisiana: The Development of Afro-Creole Culture in the Eighteenth Century. Louisiana State University Press. pp. 58.
73. ↑  Hall (1995). Africans in Colonial Louisiana. pp. 160.
74. ↑  Hall (1995). Africans in Colonial Louisiana. pp. 162.
75. 1 2  Hall (1995). Africans in Colonial Louisiana. pp. 159.
76. ↑  Hall (1995). Africans in Colonial Louisiana. pp. 168.
77. ↑  Hall (1995). Africans in Colonial Louisiana. pp. 163.
78. ↑  Hall (1995). Africans in Colonial Louisiana. pp. 165.
79. ↑  Hall (1995). Africans in Colonial Louisiana. pp. 186.
80. ↑  Crockett, 2018, p. 156.
81. 1 2 3 4 5  Long, 2002, p. 88.
82. ↑  Tallant, 1983, p. 12.
83. 1 2  Touchstone, 1972, p. 374.
84. ↑  Tallant, 1983, pp. 24-25.
85. ↑  Tallant, 1983, p. 25.
86. ↑  Touchstone, 1972, p. 375.
87. 1 2 3  Long, 2002, p. 90.
88. 1 2  Gordon, 2012, pp. 769-770.
89. ↑  Touchstone, 1972, pp. 377-378.
90. 1 2  Touchstone, 1972, p. 381.
91. 1 2  Touchstone, 1972, p. 382.
92. 1 2  Bell, Caryn Cossé Bell. "Review of The Mysterious Voodoo Queen, Mary Laveau: A Study of Powerful Female Leadership in Nineteenth-Century New Orleans by Ina Johanna Fandrich," Labour/Le Travail, Vol. 61 (Spring 2008) Print.
93. 1 2 3  Fandrich, J. Ina. "The Birth of New Orleans' Voodoo Queen: A Long-Held Mystery Resolved. Louisiana History: The Journal of the Louisiana Historical Association, Vol. 46, No. 3 (Summer, 2005) Print.
94. ↑  O'Neill Schmitt y Hartel O'Neill, 2019, p. 58.
95. ↑  O'Neill Schmitt y Hartel O'Neill, 2019, p. 53.
96. ↑  O'Neill Schmitt y Hartel O'Neill, 2019, p. 70.
97. 1 2  Ravitz, Jessica (24 de noviembre de 2008). «Unveiling New Orleans Voodoo». The Salt Lake Tribune.
98. ↑  «New Orleans Voodoo». Western Folklore 16 (1): 60-61. January 1957. ISSN 0043-373X. doi:10.2307/1497071.
99. 1 2 3 4 5 6 7 8  Long, 2002, p. 92.
100. ↑  Long, 2002, pp. 90-91.
101. ↑  Long, 2002, p. 94.
102. ↑  Crockett, 2018, p. 169.
103. 1 2 3 4  Long, 2002, p. 95.
104. ↑  «Katrina Disperses New Orleans' Voodoo Community». NPR. 21 de octubre de 2005. Consultado el 8 de mayo de 2021.
105. ↑  Anderson, 2014.
106. ↑  Tallant, 1983, p. 21.
107. ↑  Osbey, 2011, p. 10.
108. ↑  Long, 2002, p. 86.
109. 1 2 3  Reuber, 2011, p. 8.
110. ↑  Long, 2002, p. 93.
111. ↑  Crockett, 2018, pp. 167-168.
112. ↑  Ferguson, 2016, p. 1226.
113. ↑  LeBlanc, 2018, pp. 274-275.
114. ↑  Ferguson, 2016, p. 1224.
115. ↑  Ferguson, 2016, p. 1231.
116. ↑  Jacobs, Claude F.; Kaslow, Andrew J. (1991). The Spiritual Churches of New Orleans: Origins, Beliefs, and Rituals of an African-American Religion. The University of Tennessee Press. ISBN 1-57233-148-8.